# Sonderkommando (kampfunctie)

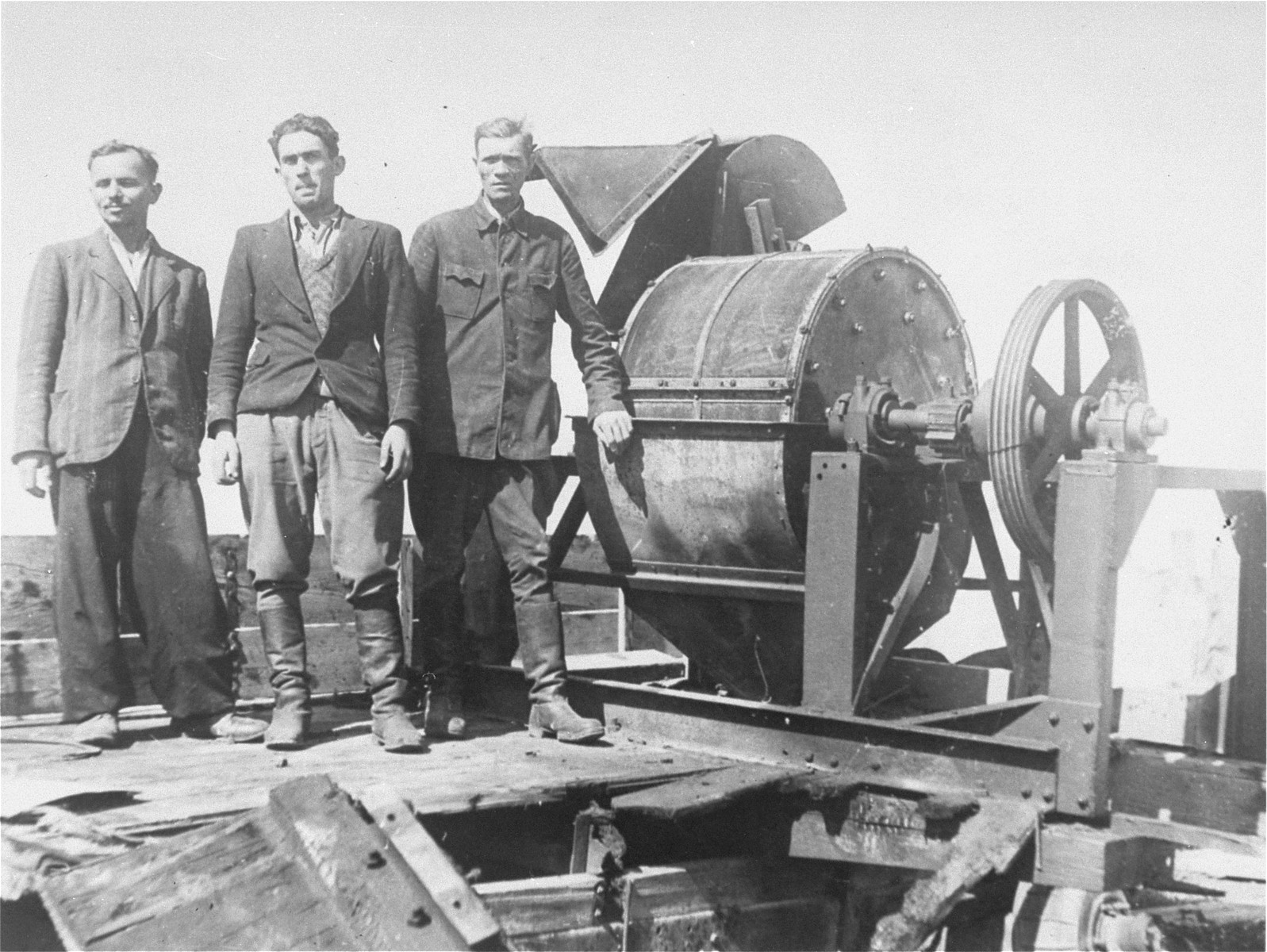
Leden van Sonderkommando 1005 naast een machine om botten te verpulveren in concentratiekamp Janovska (1943)

Sonderkommando's waren bij de Holocaust groepen van willekeurig aangewezen sterk uitziende mannelijke gevangenen die in vernietigingskampen onder dwang van de SS meehielpen met het misleiden van slachtoffers (doen alsof de gaskamer een doucheruimte was), ze de gaskamer indrijven om vermoord te worden, en de lijken eruit slepen. Vervolgens moesten ze de 'bruikbare delen' van de lijken scheiden: ze braken gouden tanden en kiezen uit de mond van de doden, en knipten bij vrouwen het lange haar af. Het goud werd omgesmolten en als goudstaven naar de Reichsbank overgebracht. De mensenharen werden gerecycled. De lijken werden dan naar de verbrandingsinstallatie gebracht. De as van de verbrande lijken werd in kuilen of in een nabijgelegen rivier (zoals de Soła bij Auschwitz) gegooid. De kleren werden voor hergebruik gesorteerd.
De Sonderkommando's bestonden vrijwel uitsluitend uit Joodse gevangenen. Uiteindelijk werden ze zelf vermoord, met name omdat het hele proces geheim moest blijven, onder meer omdat anders aannemelijk zou zijn dat de toekomstige beoogde slachtoffers zich feller zouden verzetten. Van de ongeveer 2000 in Auschwitz-Birkenau voor het Sonderkommando aangewezen gevangenen overleefde minder dan 60 de oorlog. Dat een Sonderkommando daar na enkele maanden steeds in zijn geheel werd geliquideerd is volgens een in 2022 gepubliceerd onderzoek echter een mythe.
In de kampen hadden de Sonderkommando's een eigen barak en een relatief beschermde status. Bij dienstverzuim volgde echter onmiddellijk een liquidatie. Sommigen kozen toch de weg van verzet met het bijbehorende risico omdat zij het werk psychisch niet volhielden. In Auschwitz-Birkenau was op 7 oktober 1944 de opstand in Auschwitz vanuit het Sonderkommando aldaar.
Getuigenissen van Sonderkommando's zijn beschikbaar doordat sommigen niet door de SS zijn vermoord voor de bevrijding van een kamp, en ook doordat enkelen hun getuigenissen verstopten voordat ze werden vermoord, waarbij die later zijn teruggevonden. In een geval zijn foto's gemaakt, die later gevonden zijn, de Sonderkommandofoto's. 
Bij de bevrijding van de kampen werden de Sonderkommando's aanvankelijk behandeld als medeplichtigen, totdat het de geallieerden duidelijk werd waarom en hoe deze mensen hadden kunnen overleven. Veel leden van de Sonderkommando's die de kampen overleefd hadden, hebben uiteindelijk zelfmoord gepleegd. Ook opname in een psychiatrische inrichting kon hen daar vaak niet van weerhouden.